# Schliere
Eine Schliere ist eine amorphe optisch erkennbare Schmierform.
Vereinzelt wird Schliere auch als Synonym für „schleimige Masse“ verwendet (eigentlich Schmiere).

## Beispiele für Schlierenbildung
- Schlieren entstehen in Flüssigkeiten oder erstarrten Flüssigkeiten, z. B. wenn zwei Flüssigkeiten mit unterschiedlichen Eigenschaften durch nur mäßige Rührbewegung ineinander verwoben werden. Die ungenügende Schmelzhitze führt zu durchsichtigen Fäden im Glas, welche einen produktionsbedingten Materialfehler darstellen.
- Bei der Herstellung bestimmter Kunstgläser wird die Schlierenbildung gezielt als Gestaltungsmittel herbeigeführt.
- Schlieren können auch entstehen, wenn die blanken Oberflächen von Armaturen oder Fenstern mit einem verunreinigten Putztuch gereinigt werden. Die Verunreinigung ergibt nach dem Trocknen das typische Schlierenmuster.
- Beim Aufbringen von Kraftstoff oder Öl auf eine Wasserfläche entstehen durch Spreiten – eventuell irisierende – Flecken und daraus durch Strömung, Wind, Wellen oder Rühren auch Schlieren.
- Von Schlieren spricht man auch in Gasen. Ursache hierfür sind lokale Schwankungen des Brechungsindexes bzw. der Dichte. Diese sind beispielsweise als Luftflimmern bzw. Hitzeflimmern über heißem Wüstenboden zu beobachten. In der Technischen Optik nutzt man diesen Effekt für die Schlierenfotografie.
- Bestimmte Augenkrankheiten wie Keratokonus oder Netzhautablösung können zu Schlierenwahrnehmung führen.[2]
- In der Geologie ist Schliere eine streifige Zone in Gestein, die sich vom umgebenden Gestein durch ihre Andersartigkeit abhebt.[1]